# Czaje
Czaje [ˈt͡ʂajɛ] est un village polonais de la gmina de Grodzisk dans le powiat de Siemiatycze et dans la voïvodie de Podlachie.

## Personnalités liées
- Kazimierz Otap (1920-2006), soldat polonais y est né